# Wasser- und Schifffahrtsverwaltung des Bundes
Wasserstrassen- und Schifffahrtsverwaltung des Bundes (WSV) er den nationale tyske forvaltningsenhed, med ansvar for de indenlandske vandveje. Forvaltningen er underlagt Bundesministerium für Verkehr, Bau und Stadtentwicklung og det administrerer 7.350 km indenlandske vandveje.
Forvaltningen beskæftiger ca. 13.000 medarbejdere og deres tjenestebiler kan genkendes ved, at de har deres egne nummerplader.

## Ekstern henvisning
- Om WSW Arkiveret 12. marts 2010 hos  Wayback Machine

|  | Denne artikel kan blive bedre, hvis der indsættes geografiske koordinater Denne artikel omhandler et emne, som har en geografisk lokation. Du kan hjælpe ved at indsætte koordinater i wikidata. |